# Evelyn Regner
Evelyn Regner (ur. 24 stycznia 1966 w Wiedniu) – austriacka polityk, działaczka związkowa, deputowana do Parlamentu Europejskiego VII, VIII, IX i X kadencji.

## Życiorys
Ukończyła studia prawnicze, przebywała na stypendiach badawczych na uczelniach w Paryżu i Genewie.
W pierwszej połowie lat 90. była konsultantem ds. uchodźców w Amnesty International. Później związana z Austriacką Federacją Związków Zawodowych (ÖGB). W latach 1999–2008 prowadziła biuro tej organizacji w Brukseli. Była też powoływana w skład Komitetu Ekonomiczno-Społecznego i prezydium komitetu doradczego  związków zawodowych przy Organizacji Współpracy Gospodarczej i Rozwoju.
W wyborach w 2009 z listy Socjaldemokratycznej Partii Austrii uzyskała mandat posłanki do Parlamentu Europejskiego. W PE VII kadencji została członkinią grupy Postępowego Sojuszu Socjalistów i Demokratów oraz wiceprzewodniczącą Komisji Prawnej. W 2014, 2019 i 2024 z powodzeniem ubiegała się o reelekcję.